# Atari Arcade Classics Hardware
Atari Arcade Classics Hardware es una Placa de arcade creada por Atari destinada a los salones arcade.

## Descripción
El Atari Arcade Classics Hardware fue lanzada por Atari en 1992.
El sistema tenía un procesador Morotola 68000, operando a 14.31818 MHz. Con respecto al audio, este estaba a cargo del chip de sonido MSM6295 con un reloj de 7.231 MHz.
En esta placa funcionaron 2 títulos.

## Especificaciones técnicas

### Procesador
- Morotola 68000 trabajando a 14.31818 MHz

### Audio
Chips de sonido:
- - MSM6295 trabajando a 7.231 MHz

### Video
Resolución 236x240 pixeles

## Lista de videojuegos
- Arcade Classics
- Sparkz